# Guer-Udo
Guer-Udo (Gerudu) ist eine osttimoresische Aldeia im Suco Soro (Verwaltungsamt Ainaro, Gemeinde Ainaro). 2015 lebten in der Aldeia 692 Menschen.

## Geographie und Einrichtungen
Die Aldeia Guer-Udo liegt in der Mitte des Sucos Soro. Südlich befindet sich die Aldeia Terlora, nördlich die Aldeia Leolala und nordwestlich die Aldeia Poelau. Im Westen grenzt Guer-Udo an den Suco Ainaro. Die Grenze zu Ainaro bildet der Fluss Maumall, ein Nebenfluss des Beluliks.
Im Westen liegt Soro, der Hauptort des Sucos, der mit seinem Ostteil in die Aldeia Leolala hineinreicht. Der Rest der Aldeia ist nahezu unbesiedelt. In Soro befinden sich der Sitz des Sucos und eine Grundschule.